# راسموس لوريتسين
راسموس شتاينسبوك لوريتسين (بالإنجليزية: Rasmus Steensbæk Lauritsen)‏ هو لاعب كرة قدم دنماركي. ولد في 27 فبراير 1996 في مدينة براند [الإنجليزية]، الدنمارك. يلعب كمدافع لفريق دينامو زغرب الكرواتي.

## حياة خاصة
لوريتسين هو شقيق توأم فريدريك وهو يلعب كرة القدم أيضًا.  ولاعبه المفضل هو آندي كارول وفريقه المفضل هو أرسنال .

## روابط خارجية
- راسموس لوريتسين على موقع اتحاد السويد (السويدية)
- راسموس لوريتسين على موقع قاعدة بيانات كرة القدم.إي يو (الإنجليزية)
- راسموس لوريتسين على موقع Soccerway.com (الإنجليزية)
- راسموس لوريتسين على موقع AS.com (الإسبانية)